# Alex Scott (szkocki piłkarz)
Alex Scott, właśc. Alexander Silcock Scott (ur. 22 listopada 1936 w Falkirk, zm. 13 września 2001 tamże) – szkocki piłkarz występujący na pozycji pomocnika.

## Kariera klubowa
Scott karierę rozpoczynał jako junior w Bo’ness United. W 1954 roku dołączył do zespołu Rangers. Czterokrotnie zdobył z nim mistrzostwo Szkocji (1956, 1957, 1959, 1961), a także dwukrotnie Puchar Szkocji (1960, 1962).
W 1963 roku przeszedł do angielskiego Evertonu, grającego w Division One. W lidze tej zadebiutował 12 lutego 1963 w przegranym 1:3 meczu z Leicester City, a 30 marca 1963 w przegranym 1:2 spotkaniu z Sheffield United strzelił swojego pierwszego ligowego gola. W sezonie 1962/1963 wraz z klubem wywalczył mistrzostwo Anglii, a w sezonie 1965/1966 Puchar Anglii. W Evertonie występował do 1967 roku.
W kolejnych latach Scott grał w szkockich drużynach Hibernian oraz Falkirk. Karierę zakończył w 1972 roku.

## Kariera reprezentacyjna
W reprezentacji Szkocji Scott zadebiutował 7 listopada 1956 w wygranym 1:0 meczu British Home Championship z Irlandią Północną, w którym strzelił też gola.
W 1958 roku został powołany do kadry na mistrzostwa świata. Nie zagrał jednak na nich w żadnym spotkaniu, a Szkocja zakończyła turniej na fazie grupowej.
W latach 1956–1966 w drużynie narodowej Scott rozegrał 16 spotkań i zdobył 5 bramek.